# Euglena
Euglena (zeleni bičaš) živi u barskim vodama jako zelene boje. Danas je poznato oko 800 vrsta euglena.

## Građa tijela
Euglenina stanica je prekrivena prozirnom membranom. Na prednjem dijelu tijela se nalazi vrećica s jednim ili više bičeva (sastoji se od cjevastog dijela-kanala i kruškolikog proširenja-citopharinx). Jedan bič je dugačak i izlazi kroz ždrijelo na površini stanice,a drugi bič je kratak. Na prednjem dijelu tijela se nalazi i očna pjega (fotoreceptor) koja služi za raspoznavanje svjetlosti i tame. Kažemo da je na granici životinjskog i biljnog svijeta, što znači da se hrani heterotrofno i proizvodi hranu autotrofno. Kada je na svjetlu ona sama sebi proizvodi hranu, a kada je u tami hranu uzima iz svoje okoline i uvuče je kroz membranu u tijelo. Euglene se mogu pokretati i prelijevanjem plazme s jednog kraja stanice na drugi.

## Prehrana
Euglena obavlja fotosintezu. Pri pomankanju svjetla euglena gubi zelenu boju i živi kao i drugi heterotrofni organizmi, te uzima organske tvari iz prirode. Zbog dva načina prehrane za euglenu kažemo da je na granici između biljaka i životinja.

## Razmnožavanje
Razmnožava se diobom stanica kao i sve ostale praživotinje. Razmnožavanje traje od 2 do 4 sata.